# پیتر سارسگارد
پیتر سارسگارد (به انگلیسی: Peter Sarsgaard) بازیگر آمریکایی زاده ۷ مارس ۱۹۷۱ است. او در پایگاه نیرو هوایی اسکات در ایلینوی زاده شد. پدر او مهندس نیروی هوایی بود.

## بخشی از فیلم‌شناسی
- راه رفتن مرد مرده (۱۹۹۵)
- مردی با نقاب آهنین (۱۹۹۸)
- روزی دیگر در بهشت (۱۹۹۸)
- آبی بیابان (۱۹۹۸)
- پسرها گریه نمی‌کنند (۱۹۹۹)
- سلول (۲۰۰۰)
- مرکز جهان (۲۰۰۱)
- امپراتوری (۲۰۰۲)
- کی-۱۹: ویدومیکر (۲۰۰۲)
- کینزی (۲۰۰۴)
- شاه‌کلید (۲۰۰۵)
- نقشه پرواز (۲۰۰۵)
- جارهد (۲۰۰۵)
- استرداد (۲۰۰۷)
- شعر سوگ (۲۰۰۸)
- درس‌آموزی (۲۰۰۹)
- در مه الکتریکی (۲۰۰۹)
- یتیم (۲۰۰۹)
- شوالیه و روز (۲۰۱۰)
- فانوس سبز (۲۰۱۱)
- ربات و فرانک (۲۰۱۲)
- لاولیس (۲۰۱۳)
- یاسمن پژمرده (۲۰۱۳)
- حرکات شبانه (۲۰۱۳)
- عشاء ربانی سیاه (۲۰۱۵)
- جکی (۲۰۱۶)
- هفت دلاور (۲۰۱۶)
- بتمن (۲۰۲۲)
- روزهای فروشگاه حیوانات خانگی (۲۰۲۳)